# 3784 Chopin
A 3784 Chopin (ideiglenes jelöléssel 1986 UL1) a Naprendszer kisbolygóövében található aszteroida. Eric Walter Elst fedezte fel 1986. október 31-én.